# The Conjuring - Per ordine del diavolo
The Conjuring - Per ordine del diavolo (The Conjuring: The Devil Made Me Do It), conosciuto anche come The Conjuring 3, è un film del 2021 diretto da Michael Chaves.
La pellicola, sequel di The Conjuring - Il caso Enfield del 2016 e l'ottavo capitolo dell'omonima serie cinematografica, è basata sul processo ad Arne Johnson del 1981.
L'edizione home video è stata distribuita con il titolo The Conjuring 3 - Per ordine del diavolo.

## Trama
1981. I demonologi Ed e Lorraine Warren stanno documentando l'esorcismo di David Glatzel di 8 anni, esorcismo a cui parteciparono la sua famiglia, Arne Cheyenne Johnson (fidanzato della sorella Debbie) e padre Gordon. Durante l'esorcismo, Arne invita coraggiosamente il demone a entrare nel suo corpo lasciando quello di David. Ed riesce ad assistere al passaggio del demone dal corpo di David a quello di Arne, subito prima di soffrire di un attacco di cuore ed essere trasportato in ospedale in stato di incoscienza.
Ed si risveglia in ospedale e rivela a Lorraine di aver visto il demone entrare nel corpo di Arne. Questa manda dunque la polizia a casa Glatzel, avvertendoli dell'imminente tragedia. Arne torna a casa Glatzel dopo essersi sentito male e uccide il suo padrone di casa, Bruno Sauls, accoltellandolo ventidue volte, spinto dalla possessione demoniaca. Con il sostegno dei Warren, il suo caso diventa il primo processo per omicidio americano a rivendicare la possessione demoniaca come difesa, cosa che porta anche l'inizio di un'indagine sulla possessione originale di David. I Warren vengono in seguito a conoscenza di una maledizione satanica trasmessa attraverso i totem delle streghe e si incontrano dunque con Kastner, un ex sacerdote che aveva avuto a che fare con il culto dei Discepoli dell'Ariete. Kastner rivela loro che un occultista aveva intenzionalmente lasciato il totem.
I Warren si recano a Danvers, nel Massachusetts, per indagare sulla morte di Katie Lincoln, il cui corpo è stato accoltellato ventidue volte. Gli investigatori avevano trovato un totem a casa dell'amica di Katie, Jessica, prima che questa scomparisse. Lorraine dà quindi inizio a una visione in modo da rivivere l'omicidio, scoprendo così che Jessica aveva pugnalato Katie sotto l'influenza della possessione demoniaca, prima di gettarsi da una scogliera. Grazie alla visione di Lorraine, gli investigatori sono in grado di recuperare il corpo di Jessica. Recatisi presso l'impresa di pompe funebri dove riposa il corpo della ragazza, Lorraine tocca la mano del cadavere in modo da creare un collegamento spirituale con l'occultista che muove i fili della maledizione. Viene così a conoscenza del fatto che si tratta di una donna che opera probabilmente in un ambiente sotterraneo, ma che li ha scoperti: ne è conferma l'attacco di un cadavere dell'obitorio, momentaneamente posseduto.
I Warren tornano a casa loro per indagare ulteriormente. Drew dà un libro di stregoneria che ha trovato a Ed, e afferma che per spezzare la maledizione l'altare da cui opera l'occultista deve essere distrutto. Lorraine torna da Kastner per chiedere aiuto, ma questi le rivela di aver cresciuto una figlia in segreto, di nome Isla. Durante la sua ricerca, il fascino di Isla per l'occulto è cresciuto, fino a portarla a diventare lei stessa l'occultista che stanno cercando. Kastner indica a Lorraine l'accesso ai tunnel in cui si trova, prima di venire ucciso dalla stessa figlia. Ed nel mentre si reca sul posto, perché era riuscito ad individuarne la posizione tramite gli indizi che Lorraine aveva lasciato in seguito alla visione avuta all'interno dell'obitorio, e riesce a farsi strada all'interno dei tunnel attraverso un tombino di scarico. Egli è, tuttavia, brevemente posseduto dal demone e tenta di uccidere Lorraine, ma questa gli racconta il momento del loro primo incontro, ricordandogli il loro amore. Ed riprende conoscenza e distrugge l'altare, salvando se stesso, Lorraine e Arne. Isla è condannata a lasciare la propria anima al demone da lei stessa evocato, in quanto è stata incapace di portare a termine la maledizione.
Ed mette la coppa dall'altare nella loro stanza dei manufatti. Arne è poi condannato per omicidio colposo, ma sconta solo cinque anni della sua condanna.

## Produzione

### Sviluppo
Nel 2016, circa la realizzazione di potenziali sequel, James Wan dichiarò: "Potrebbero esserci molti più film, perché i Warren hanno così tante storie". Anche gli sceneggiatori Chad e Carey Hayes si dimostrarono interessati a lavorare a un altro sequel. Tuttavia, Wan affermò che probabilmente non sarebbe stato lui a dirigere il film perché già impegnato con altri progetti e in un'intervista a Collider dichiarò: "Supponendo che ci sia un terzo capitolo, ci sono altri registi che mi piacerebbe che continuassero il mondo di Conjuring".

### Pre-produzione
Nel giugno 2017 è stato annunciato che una terza pellicola era ufficialmente entrata in fase di sviluppo. Nel settembre 2018, il produttore Peter Safran ha annunciato che la sceneggiatura era stata quasi completata e che le riprese sarebbero iniziate nel corso del 2019, mentre nel maggio dell'anno successivo è stato rivelato che James Wan aveva co-sceneggiato il film con David Leslie Johnson-McGoldrick.
Nell'ottobre 2018 è stato reso noto che The Conjuring 3 non sarebbe stato diretto da Wan, ma da Michael Chaves. Wan ha dichiarato di essere rimasto colpito da quest'ultimo mentre lavorava in La Llorona - Le lacrime del male. Nel dicembre dello stesso anno, Wan ha confermato alcuni dettagli della trama, mentre nel dicembre 2019 è stato rivelato il titolo ufficiale del film, The Conjuring: The Devil Made Me Do It.
(James Wan sulla sua decisione di scegliere Michael Chaves come regista di The Conjuring - Per ordine del diavolo.)

### Cast
Nel dicembre 2018 è stato confermato che Patrick Wilson e Vera Farmiga avrebbero ripreso i loro ruoli dei film precedenti, rispettivamente di Ed e Lorraine Warren. Nell'agosto 2019, l'attrice Megan Ashley Brown ha annunciato che lei e Mitchell Hoog avrebbero interpretato i giovani Lorraine e Ed Warren, mentre nel dicembre dello stesso anno, Sterling Jerins, Julian Hilliard, Sarah Catherine Hook e Ruairi O'Connor sono entrati a far parte del cast.

### Riprese
Le riprese principali, che si sono svolte ad Atlanta, in Georgia, sono iniziate il 3 giugno 2019 e si sono concluse il 15 agosto dello stesso anno.
Il budget del film è stato di 39000000 $.

## Colonna sonora
Nell'ottobre 2019 è stato annunciato che Joseph Bishara, che già si era occupato delle musiche dei precedenti film, avrebbe composto la colonna sonora della nuova pellicola.

## Promozione
Nel dicembre 2019, la Warner Bros. Pictures ha svelato il titolo ufficiale, il logo e ha proiettato un breve filmato del film al Comic Con Experience. Prima dell'uscita del trailer, il regista ha descritto la nuova pellicola come "la più grande e la più oscura della serie The Conjuring".
Il primo trailer è stato diffuso online il 22 aprile 2021.

## Distribuzione
Il film è stato distribuito dalla Warner Bros. nelle sale cinematografiche italiane a partire dal 2 giugno 2021, mentre il 4 giugno seguente ha debuttato negli Stati Uniti.
L'uscita del film era inizialmente prevista per l'11 settembre 2020, poi ritardata a causa della pandemia di COVID-19 e la conseguente chiusura dei cinema.

### Divieti
Negli Stati Uniti il film ha ottenuto il rating restricted da parte della MPAA, perciò la visione del film è stata vietata ai minori di 17 anni non accompagnati da un adulto, a causa della presenza di molte scene di terrore, violente e di immagini disturbanti.

## Sequel
Nell'ottobre 2022, The Hollywood Reporter ha rivelato che un quarto film principale era in fase di sviluppo. Sarà scritto da David Leslie Johnson-McGoldrick e prodotto da James Wan e Peter Safran.
Nell'estate 2024 viene annunciata la data di uscita del quarto ed ultimo capitolo della saga che prenderà il nome di "The Conjuring - Il rito finale" e che sarà nelle sale a partire dal 5 settembre 2025. Le riprese sono iniziate nell'ottobre 2024.

## Accoglienza

### Incassi
Al 2 luglio 2021 la pellicola ha ottenuto un incasso pari a 65.521.610 di dollari in Nord America e 135.100.000 di dollari nel resto del mondo, per un incasso mondiale di 200.621.610, a fronte di un budget di 39.000.000 di dollari.
In Italia il film durante la prima giornata di proiezione ha incassato 169247 €, posizionandosi al primo posto del botteghino.

### Critica
Sull'aggregatore di recensioni Rotten Tomatoes il film ottiene il 56% delle recensioni professionali positive, con un voto medio di 5,8 su 10 basato su 253 critiche, mentre su Metacritic ha un punteggio di 53 su 100 basato su 36 recensioni.
Il sito Movieplayer assegna al film 2,5 stelle su 5, elogiando i due protagonisti e alcune scene della pellicola, criticando però la confusione della storia.